# Back Down South
"Back Down South" is een nummer van de Amerikaanse band Kings of Leon. Het nummer verscheen op hun album Come Around Sundown uit 2010. Op 17 mei 2011 werd het nummer uitgebracht als de derde en laatste single van het album.

## Achtergrond
"Back Down South" is geschreven door alle groepsleden en geproduceerd door Angelo Petraglia en Jacquire King. Het grootste succes van de single werd behaald in Polen, waar het tot plaats 27 in de hitlijsten kwam. In de Verenigde Staten werd de Billboard Hot 100 niet gehaald, maar kwam het wel tot plaats 29 in de Adult Alternative Songs-lijst. In Nederland behaalde de single de Top 40 niet en bleef het steken op de twaalfde plaats in de Tipparade, maar in de Single Top 100 bereikte het plaats 77. In België werden zowel de Vlaamse als de Waalse Ultratop 50 niet gehaald en kwam het tot plaats 9 en 41 in de respectievelijke tiplijsten.
Op 27 mei werd de videoclip van "Back Down South" op YouTube geplaatst. De clip is geregisseerd door Casey McGrath en is opgenomen op twee plaatsen in Tennessee: Nashville en Hampshire. In de clip speelt de band het nummer nabij een bos en zijn diverse mensen te zien die op weg zijn naar dit optreden. De band speelde het nummer voor het eerst live tijdens hun tournee in de zomer van 2010. Ook speelden zij het bij een optreden in het televisieprogramma Later... with Jools Holland.

## Hitnoteringen

### Single Top 100
| Hitnotering week 1 t/m 5: 25-06-2011 t/m 23-07-2011 Hitnotering week 6 t/m 7: 06-08-2011 t/m 13-08-2011 | Hitnotering week 1 t/m 5: 25-06-2011 t/m 23-07-2011 Hitnotering week 6 t/m 7: 06-08-2011 t/m 13-08-2011 | Hitnotering week 1 t/m 5: 25-06-2011 t/m 23-07-2011 Hitnotering week 6 t/m 7: 06-08-2011 t/m 13-08-2011 | Hitnotering week 1 t/m 5: 25-06-2011 t/m 23-07-2011 Hitnotering week 6 t/m 7: 06-08-2011 t/m 13-08-2011 | Hitnotering week 1 t/m 5: 25-06-2011 t/m 23-07-2011 Hitnotering week 6 t/m 7: 06-08-2011 t/m 13-08-2011 | Hitnotering week 1 t/m 5: 25-06-2011 t/m 23-07-2011 Hitnotering week 6 t/m 7: 06-08-2011 t/m 13-08-2011 | Hitnotering week 1 t/m 5: 25-06-2011 t/m 23-07-2011 Hitnotering week 6 t/m 7: 06-08-2011 t/m 13-08-2011 | Hitnotering week 1 t/m 5: 25-06-2011 t/m 23-07-2011 Hitnotering week 6 t/m 7: 06-08-2011 t/m 13-08-2011 | Hitnotering week 1 t/m 5: 25-06-2011 t/m 23-07-2011 Hitnotering week 6 t/m 7: 06-08-2011 t/m 13-08-2011 | Hitnotering week 1 t/m 5: 25-06-2011 t/m 23-07-2011 Hitnotering week 6 t/m 7: 06-08-2011 t/m 13-08-2011 |
| Week | 1 | 2 | 3 | 4 | 5 | | 6 | 7 | |
| --- | --- | --- | --- | --- | --- | --- | --- | --- | --- |
| Positie                                                                                                 | 95 | 80 | 92 | 85 | 77 | uit | 96 | 97 | uit |

### NPO Radio 2 Top 2000
| Nummer met noteringen in de NPO Radio 2 Top 2000 | '16  | '17  | '18  | '19  | '20  | '21  |
| ------------------------------------------------ | ---- | ---- | ---- | ---- | ---- | ---- |
| Back Down South                                  | 1097 | 1186 | 1806 | 1939 | 1851 | 1921 |

1. ↑  Een vetgedrukt getal geeft de hoogste notering aan.
2. ↑  2016 was het eerste jaar met een notering voor dit nummer.
3. ↑  Deze tabel is bijgewerkt tot en met de laatste editie (2024).